# 近藤銕次

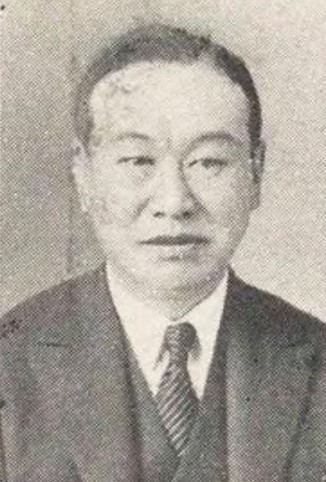
近藤銕次

近藤 銕次（こんどう てつじ、1882年（明治15年）7月29日 - 1951年（昭和26年）7月26日）は、大正から昭和期の実業家、政治家。電気化学工業（現デンカ）社長、貴族院勅選議員。

## 経歴
東京府本郷区本郷弓町二丁目21（現東京都文京区本郷）で、官僚・近藤鎮三の二男として生まれる。12歳で父を亡くし母の手で養育された。1904年（明治37年）台湾協会学校（現拓殖大学）を卒業。1905年（明治38年）2月、三井物産に入社し台北支店に配属され、支店長の藤原銀次郎と出会う。その後、本店営業部受渡主任に転じたが、上司との関係などにより、1916年（大正5年）2月に退社し、明正社常務取締役に就任し、また、度量衡器販売の藤沢商会を設立して店主となった。
1920年（大正9年）4月、藤原銀次郎が関係して設立された和賀水力電気の専務取締役に転じた。1924年（大正13年）2月、和賀水力電気が電気化学工業と合併し、電気化学工業の営業部長に就任し、石灰窒素の宣伝普及に尽力した。その後、同社取締役、常務取締役、専務取締役を歴任し、1939年（昭和14年）12月、取締役社長に就任し死去するまで在任した。その他、黒部川電力取締役社長、台湾電化取締役社長、北海電化工業取締役社長、東洋高圧監査役、信越化学工業取締役、東北電気製鉄取締役社長、石灰窒素組合理事長、石灰窒素普及会会長、東京商工会議所副会頭、経済団体連合会常任理事、日本産業協会監事、日本化学工業協会常務理事、日本関税協会副会長、同東京支部長なども務めた。
1946年（昭和21年）12月12日、貴族院勅選議員に任じられ、同和会に属して活動し1947年（昭和22年）5月2日の貴族院廃止まで在任した。墓所は台東区寛永寺。

## 栄典
- 緑綬褒章（1941年11月）[5][8]

## 伝記
- 『近藤銕次翁追想録』電気化学工業、1952年。